# Andi Knoll
Pour les articles homonymes, voir Knoll (homonymie).
Andi Knoll (de son vrai nom Andreas Knoll), né le 11 juin 1972 à Innsbruck, est un animateur de télévision et radio autrichien.

## Biographie
Après sa maturité, Andi Knoll devient animateur pour des radios privées de la province autonome de Bolzano. Il entre à Ö3 lors d'un stage en janvier 1994.
Après avoir commencé à la télévision par le commentaire du Concours Eurovision de la chanson 1999, Andi Knoll devient animateur d'émissions de divertissement. Il présente depuis 2002 le concours de sélection pour l'Autriche et les Amadeus Austrian Music Award pour ÖRF. En 2007, 2008 et 2014, il participe à la présentation du Life Ball. En 2011 et 2012, il anime Die große Chance en compagnie de Doris Golpashin.